# USS O'Hare (DD-889)
USS O'Hare (DD-889/DDR-889) là một tàu khu trục lớp Gearing được Hải quân Hoa Kỳ chế tạo vào giai đoạn cuối Chiến tranh Thế giới thứ hai. Nó là chiếc tàu chiến duy nhất của Hải quân Mỹ được đặt theo tên Thiếu tá Hải quân Edward "Butch" O'Hare (1914-1944), phi công Ách Hải quân đầu tiên của Thế Chiến II, và là quân nhân Hải quân đầu tiên được tặng thưởng Huân chương Danh Dự trong Thế Chiến II; ông đã tử trận trong Trận Tarawa. Hoàn tất khi chiến tranh đã kết thúc, con tàu tiếp tục phục vụ trong giai đoạn Chiến tranh Lạnh và Chiến tranh Việt Nam cho đến khi xuất biên chế năm 1973. Nó được chuyển cho Tây Ban Nha và tiếp tục phục vụ cùng Hải quân Tây Ban Nha như là chiếc Méndez Núñez (D63). Con tàu ngừng hoạt động và bị tháo dỡ năm 1992.

## Thiết kế và chế tạo
O'Hare được đặt lườn tại xưởng tàu của hãng Consolidated Steel Corporation ở Orange, Texas vào ngày 27 tháng 1 năm 1945. Nó được hạ thủy vào ngày 22 tháng 6 năm 1945; được đỡ đầu bởi bà Selma O'Hare, mẹ của Thiếu tá O'Hare, và nhập biên chế vào ngày 29 tháng 11 năm 1945 dưới quyền chỉ huy của Hạm trưởng, Trung tá Hải quân R. W. Leach.

## Lịch sử hoạt động

### 1946 - 1963
Sau khi hoàn tất việc huấn luyện chạy thử máy vào tháng 2 năm 1946, O'Hare hoạt động dọc theo vùng bờ biển Đại Tây Dương, trải dài từ New Brunswick cho đến Florida Keys. Nó đón lên tàu những học viên sĩ quan thuộc Học viện Hải quân Hoa Kỳ cho chuyến đi thực tập mùa Hè đến khu vực châu Mỹ La tinh vào năm 1947. Khởi hành từ Norfolk, Virginia vào đầu tháng 5 năm 1948, nó hướng sang Địa Trung Hải và tạm thời phục vụ cùng Lực lượng Liên Hợp Quốc như một tàu di tản ngoài khơi cảng Haifa, Israel từ ngày 24 tháng 6 cho đến tháng 7, vào lúc xảy ra cuộc Chiến tranh Ả rập-Israel 1948. Nó còn viếng thăm thiện chí nhiều cảng trong khu vực trước khi lên đường quay trở về nhà vào tháng 9, kết thúc lượt phục vụ đầu tiên cùng Đệ Lục hạm đội.
Trong giai đoạn cho đến năm 1962, O'Hare còn thực hiện thêm tám lượt biệt phái phục vụ cùng Đệ Lục hạm đội tại khu vực Địa Trung Hải, cũng như những chuyến đi thực tập cho học viên sĩ quan và các cuộc tập trận cùng hải quân các nước trong Khối NATO. Con tàu đã hai lần tham gia hoạt động tìm kiếm và cứu nạn trong năm 1952 sau khi xảy ra những tai nạn va chạm tàu bè; rồi lần lượt vào các năm 1957 và 1961 nó đã giúp cứu vớt phi công từ các tàu sân bay Randolph (CV-15) và Franklin D. Roosevelt (CV-42) tương ứng, bị rơi trên biển. Vào năm 1953, nó được cải biến thành một tàu khu trục cột mốc radar và xếp lại lớp thành DDR-889; rồi được trang bị bổ sung hệ thống dữ liệu điện tử vào năm 1958.
Vào cuối tháng 10, 1962, khi phát hiện ra Liên Xô bố trí những tên lửa đạn đạo tầm trung mang đầu đạn hạt nhân tại Cuba, khiến đưa đến vụ Khủng hoảng tên lửa Cuba, Tổng thống John F. Kennedy đã ra quyết định "cô lập" hàng hải hòn đảo này nhằm gây áp lực, buộc phía Cộng Sản phải triệt thoái số tên lửa này. O'Hare đã được huy động tham gia lực lượng hải quân hoạt động phong tỏa, cho đến khi vụ khủng hoảng được giải quyết bằng thương lượng hòa bình.
Đến năm 1963, O'Hare trải qua một đợt sửa chữa và nâng cấp trong khuôn khổ Chương trình Hồi sinh và Hiện đại hóa Hạm đội (FRAM: Fleet Rehabilitation and Modernization. Chương trình này nhằm mục đích kéo dài vòng đời hoạt động thêm 10 đến 20 năm, đồng thời nâng cao năng lực tác chiến. Nó rời xưởng tàu với một cầu tàu mới, những thiết bị điện tử, radar và sonar hiện đại, trang bị thêm tên lửa chống ngầm RUR-5 ASROC, cùng hầm chứa và sàn đáp để vận hành máy bay trực thăng không người lái chống tàu ngầm Gyrodyne QH-50 DASH. Sau đó nó được xếp lại lớp như một tàu khu trục thông thường, và lấy lại ký hiệu lườn cũ DD-889.

### 1963 - 1973
Một cuộc đảo chính của phe cánh Tả xảy ra tại Cộng hòa Dominica vào ngày 24 tháng 4, 1965, dẫn đến những bất ổn và bạo loạn, đã khiến Hoa Kỳ quyết định can thiệp để duy trì trật tự, đảm bảo an ninh cho công dân Hoa Kỳ, đồng thời với dụng ý ngăn ngừa một chính phủ cộng sản có thể nắm chính quyền như trường hợp của Cuba. Vì vậy, O'Hare đã có mặt ngoài khơi quốc gia Trung Mỹ này bảo vệ cho việc đổ bộ lực lượng Thủy quân Lục chiến, rồi tiếp tục hỗ trợ cho lực lượng viễn chinh Hoa Kỳ, và sau đó cùng lực lượng đa quốc gia được Tổ chức các quốc gia châu Mỹ phái đến để vãn hồi trật tự. Tình hình nhanh chóng được ổn định, và con tàu hoạt động tuần tra ven biển và trinh sát, cho đến khi nó quay trở về Hoa Kỳ vào tháng 6.
Cường độ xung đột trong cuộc Chiến tranh Việt Nam ngày càng leo thang đến mức bắt đầu được phái sang tăng cường cho lực lượng hải quân tại Thái Bình Dương. Nó khởi hành từ Norfolk vào ngày 1 tháng 6, 1966 và bắt đầu hoạt động trong vai trò tàu hỗ trợ hải pháo dọc bờ biển Việt Nam từ ngày 15 tháng 7, nả pháo xuống khắp bốn vùng chiến thuật của Nam Việt Nam. Nó cũng phục vụ hộ tống chống tàu ngầm và canh phòng máy bay cho các tàu sân bay hoạt động tại Trạm Yankee trong vịnh Bắc Bộ; tham gia các Chiến dịch Sea Dragon và Market Time nhằm ngăn chặn việc vận chuyển vũ khí; và tuần tra phục vụ Tìm kiếm và Giải cứu (SAR: Search and Rescue) ngoài khơi Bắc Việt Nam. Nó quay trở về cảng nhà vào ngày 17 tháng 12 sau khi vòng qua ngã kênh đào Suez, hoàn tất một chuyến đi vòng quanh thế giới.
Cùng với tàu chị em Charles R. Ware (DD-865), O'Hare khởi hành từ cảng Mayport, Florida vào tháng 3, 1968 cho một lượt hoạt động Ấn Độ Dương ngang qua Châu Phi; nó đã viếng thăm tổng cộng 17 cảng tại khu vực Trung Đông trong chuyến đi này. Sang tháng 1, 1969, nó cùng với Hải đội Khu trục 32 được phái sang hoạt động tại khu vực Địa Trung Hải. Chiếc tàu khu trục sau đó còn được phái sang phục vụ cùng Đệ Lục hạm đội tại Địa Trung Hải thêm hai lượt nữa: từ tháng 2 đến tháng 8, 1970; và từ tháng 10, 1971 đến tháng 3, 1972.
O'Hare đã vượt qua vòng Bắc Cực vào ngày 17 tháng 9, 1972 khi hoạt động tại vùng biển Bắc Đại Tây Dương. Do chiến sự tại Việt Nam vẫn chưa thể kết thúc, nên chiếc tàu khu trục còn được phái sang vùng biển Việt Nam lần sau cùng vào ngày 1 tháng 12, và băng qua kênh đào Panama vào ngày 6 tháng 12. Nó ở lại khu vực Viễn Đông cho đến tháng 3, 1973, sau khi việc ngừng bắn theo thỏa thuận của Hiệp định Paris 1973 có hiệu lực từ ngày 28 tháng 1. Khi lên đường quay trở về cảng nhà Mayport, nó trở thành chiếc tàu chiến Hoa Kỳ cuối cùng đặt căn cứ tại vùng bờ Đông hoàn tất một vòng quanh trái đất sau khi phục vụ trong Chiến tranh Việt Nam.
O'Hare được cho xuất biên chế vào ngày 31 tháng 10, 1973. Tên nó được cho rút khỏi danh sách Đăng bạ Hải quân vào ngày 2 tháng 6, 1975.

### Méndez Núñez(D63)
Con tàu được chuyển cho Tây Ban Nha mượn vào ngày 31 tháng 10, 1973, trước khi được chuyển quyền sở hữu vào ngày 17 tháng 5, 1978. Nó phục vụ cùng Hải quân Tây Ban Nha như là chiếc Méndez Núñez (D63), tên được đặt nhằm vinh danh Phó đô đốc Casto Méndez Núñez (1824–1869), và là chiếc tàu chiến thứ ba của Tây Ban Nha được đặt cái tên này. Méndez Núñez ngừng hoạt động và bị tháo dỡ vào năm 1992.